# When Dream and Day Unite
When Dream and Day Unite är det amerikanska progressiv metal/progressiv rock-bandet Dream Theaters första studioalbum, och släpptes 6 mars 1989 av skivbolaget Mechanic Records. Det är det enda Dream Theater-albumet med Charlie Dominici på sång.
12 mars 2002 släpptes en 32-bitarsremastring av albumet.
På albumets 15-årsjubileum spelade bandet albumet i sin helhet i Los Angeles, Kalifornien, med gästerna Charlie Dominici och Derek Sherinian på extranumret.

## Låtlista
Sida A
1. "A Fortune in Lies" – 5:12
2. "Status Seeker" – 4:18
3. "Ytse Jam" (instrumental) – 5:46
4. "The Killing Hand" – 8:42

Sida B
1. "Light Fuse and Get Away" – 7:24
2. "Afterlife" – 5:27
3. "The Ones Who Help to Set the Sun" – 8:05
4. "Only a Matter of Time" – 6:36

Text: 	John Petrucci (spår 1, 4, 7), Petrucci/Charlie Dominici (spår 2),  Kevin Moore (spår 5, 8), Dominici (spår 6)
Musik: Dream Theater (spår 1, 2, 4–8), Petrucci/John Myung/Moore/Mike Portnoy (spår 3)

## Medverkande
Dream Theater
- Charlie Dominici – sång
- Kevin Moore – keyboard
- John Myung – bas
- John Petrucci – gitarr
- Mike Portnoy – trummor

Produktion
- Dream Theater – producent
- Terry Date – producent, ljudtekniker, ljudmix
- Steve Sinclair – exekutiv producent
- Joe Alexander – ljudtekniker, ljudmix
- Brian Stover, Trish Finnegan – assisterande ljudtekniker
- Ioannis Vassilopoulos – omslagskonst